# Anacanthoderma punctatum
Anacanthoderma punctatum är en djurart som tillhör fylumet bukhårsdjur, och som beskrevs av Marcolongo 1910. Anacanthoderma punctatum ingår i släktet Anacanthoderma och familjen Dasydytidae. Inga underarter finns listade i Catalogue of Life.